# Sajószöged, Borsod-Abaúj-Zemplén
Sajószöged este un sat în districtul Tiszaújváros, județul Borsod-Abaúj-Zemplén, Ungaria, având o populație de 2.217 locuitori (2011). 

## Demografie
Componența etnică a satului Sajószöged
     Maghiari (98,54%)
     Necunoscut (0,52%)
     Alții (0,94%)
Componența confesională a satului Sajószöged
     Romano-catolici (30,22%)
     Fără religie (14,25%)
     Reformați (12,9%)
     Greco-catolici (5,73%)
     Atei (1,22%)
     Necunoscută (35,41%)
     Luterani (0,27%)
     Alte religii (1,04%)
Conform recensământului din 2011, satul Sajószöged avea 2.217 locuitori. Din punct de vedere etnic, majoritatea locuitorilor (98,54%) erau maghiari. Apartenența etnică nu este cunoscută în cazul a 0,52% din locuitori. Nu există o religie majoritară, locuitorii fiind romano-catolici (30,22%), persoane fără religie (14,25%), reformați (12,9%), greco-catolici (5,73%) și atei (1,22%). Pentru 35,41% din locuitori nu este cunoscută apartenența confesională.

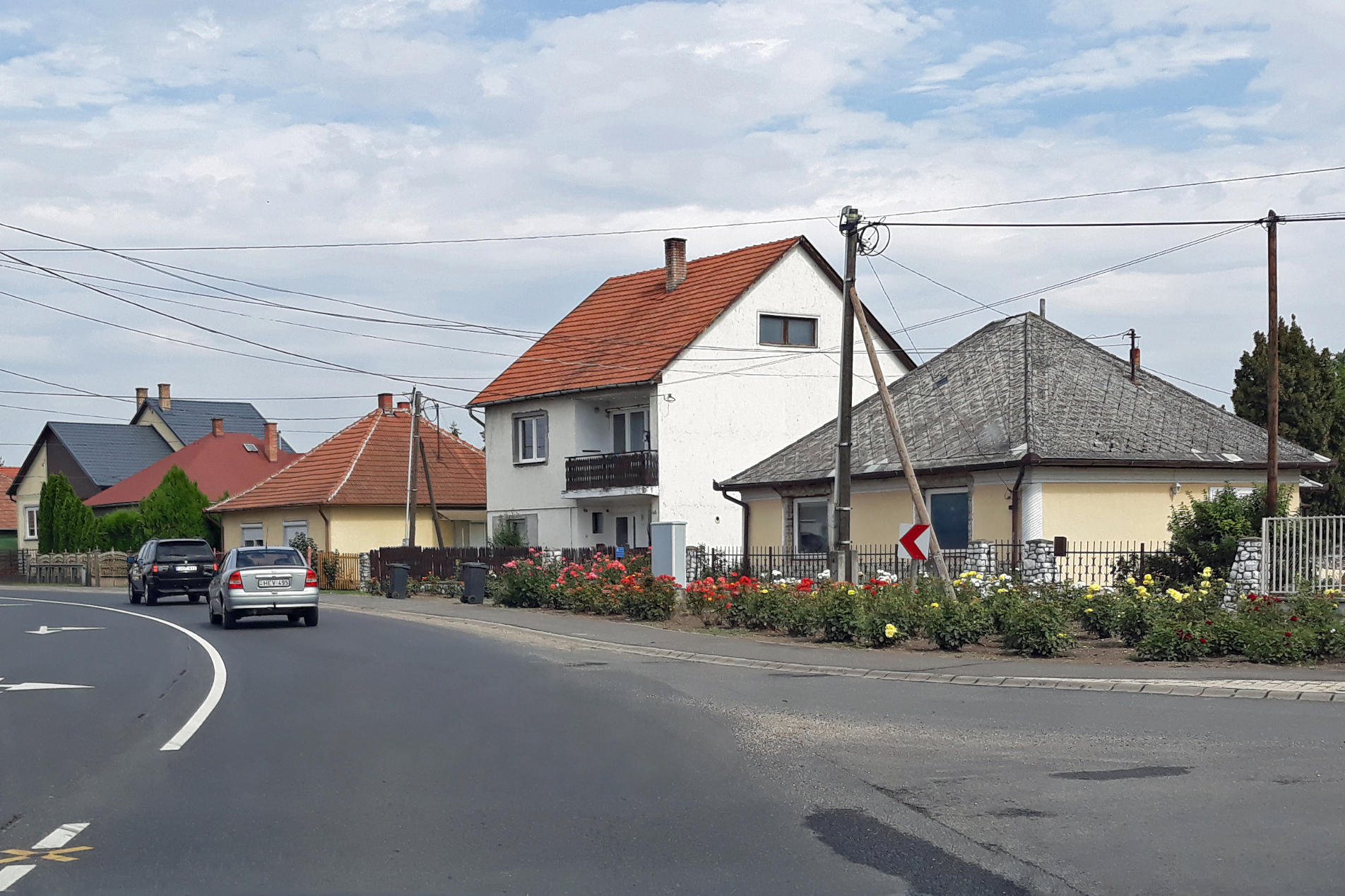
Sajószöged